# Adamair Foltchaoin
Adamair Foltchaoin („o Delikatnych Włosach”) – legendarny zwierzchni król Irlandii z dynastii Milezjan (linia Emera) w latach 186-181 p.n.e. Syn Fercorba, zwierzchniego króla Irlandii.
Według średniowiecznej irlandzkiej legendy i historycznej tradycji pochodził z Munsteru. Objął władzę po zamordowaniu swego poprzednika i kuzyna, Oiliolla III Caisfiaclacha („z Krzywymi Zębami”). Rządził nad Irlandią przez pięć lat, gdy zginął z ręki Eochaida Ailtlethana („z Broad Joints” lub „z Broad House”), mściciela śmierci ojca oraz nowego zwierzchniego króla Irlandii. Pozostawił po sobie syna Niada Sedamaina, przyszłego zwierzchniego króla Irlandii.